# Corinna bulbosa
Corinna bulbosa är en spindelart som beskrevs av F. O. Pickard-Cambridge 1899. Corinna bulbosa ingår i släktet Corinna och familjen flinkspindlar. Inga underarter finns listade i Catalogue of Life.